# 君をのせて (ZIGGYの曲)
「君をのせて」（きみをのせて）は、ZIGGYの10枚目のシングル。

## 概要
- 2ヶ月連続リリースの第一弾。マーキュリー・ミュージックエンタテインメント移籍後の最初のシングル。
- フジテレビ系『HEY!HEY!HEY! MUSIC CHAMP』エンディング・テーマに起用された。
- 本作より、ドラムの宮脇“JOE”知史が正式メンバーとして参加する。

## 収録曲
| #         | タイトル                            | 作詞      | 作曲      | 時間  |
| --------- | ----------------------------------- | --------- | --------- | ----- |
| 1.        | 「君をのせて」                      | 森重樹一  | 戸城憲夫  | 4:16  |
| 2.        | 「月が昇る頃には」                  | 森重樹一  | 森重樹一  | 4:49  |
| 3.        | 「君をのせて (オリジナルカラオケ)」 |           |           | 4:16  |
| 合計時間: | 合計時間:                           | 合計時間: | 合計時間: | 13:21 |